# Liste der Monuments historiques in Génicourt-sur-Meuse
Die Liste der Monuments historiques in Génicourt-sur-Meuse führt die Monuments historiques in der französischen Gemeinde Génicourt-sur-Meuse auf.

## Liste der Immobilien
| Bezeichnung                | Beschreibung                                       | Standort               | Kennzeichnung | Schutzstatus | Datum | Bild           |
| -------------------------- | -------------------------------------------------- | ---------------------- | ------------- | ------------ | ----- | -------------- |
| Kirchhof                   | ehemaliger Friedhof; einschließlich der Stützmauer | Rue de l’Église (Lage) | PA00106525    | Classé       | 1929  |                |
| Kirche Ste-Marie-Madeleine | 1524 erbaut                                        | Rue de l’Église (Lage) | PA00106526    | Classé       | 1908  | weitere Bilder |

## Liste der Objekte
| Bezeichnung                               | Beschreibung                                                                                 | Standort                                 | Kennzeichnung | Schutzstatus | Datum | Bild |
| ----------------------------------------- | -------------------------------------------------------------------------------------------- | ---------------------------------------- | ------------- | ------------ | ----- | ---- |
| Fünf Wandgemälde mit Aposteldarstellungen | aus dem 16. Jahrhundert                                                                      | in der Kirche Ste-Marie-Madeleine (Lage) | PM55001255    | Classé       | 1908  |      |
| Kreuzigungsgruppe                         | ehemals am Triumphbogen; Holz, farbig gefasst, 16. Jahrhundert, eventuell von Ligier Richier | in der Kirche Ste-Marie-Madeleine (Lage) | PM55000210    | Classé       | 1905  |      |
| Hauptaltar                                | Tabernakel und Retabel mit Passionsszenen; Stein, 16. Jahrhundert                            | in der Kirche Ste-Marie-Madeleine (Lage) | PM55000211    | Classé       | 1906  |      |
| Nikolausaltar                             | Retabel; Stein, bezeichnet 1531                                                              | in der Kirche Ste-Marie-Madeleine (Lage) | PM55000212    | Classé       | 1906  |      |
| Skulptur Maria Magdalena                  | Stein, farbig gefasst, 16. Jahrhundert                                                       | in der Kirche Ste-Marie-Madeleine (Lage) | PM55000214    | Classé       | 1917  |      |
| Marienaltar                               | Altartisch, Retabel und drei Skulpturen; Holz und Stein, farbig gefasst, bezeichnet 1531     | in der Kirche Ste-Marie-Madeleine (Lage) | PM55000216    | Classé       | 1980  |      |
| Sieben Kirchenfenster                     | ein Fenster bezeichnet 1528                                                                  | in der Kirche Ste-Marie-Madeleine (Lage) | PM55000213    | Classé       | 1906  |      |
| Skulptur Madonna mit Kind                 | Kalkstein, 14. Jahrhundert                                                                   | in der Kirche Ste-Marie-Madeleine (Lage) | PM55000215    | Classé       | 1981  |      |
| Skulptur Heiliger Eligius                 | Kalkstein, farbig gefasst, 16. Jahrhundert                                                   | in der Kirche Ste-Marie-Madeleine (Lage) | PM55000972    | Classé       | 1993  |      |
| Skulptur eines heiligen Bischofs          | Kalkstein, farbig gefasst, 16. Jahrhundert                                                   | in der Kirche Ste-Marie-Madeleine (Lage) | PM55001869    | Inscrit      | 1988  |      |
| Skulptur Heiliger Hubertus                | Kalkstein, farbig gefasst, zweite Hälfte des 15. Jahrhunderts                                | in der Kirche Ste-Marie-Madeleine (Lage) | PM55000971    | Classé       | 1993  |      |
| Kelch                                     | Silber, nach 1780                                                                            | in der Kirche Ste-Marie-Madeleine (Lage) | PM55001248    | Classé       | 1998  |      |
| Knieender Kerzenengel                     | Kalkstein, farbig gefasst, 16. Jahrhundert                                                   | in der Kirche Ste-Marie-Madeleine (Lage) | PM55001870    | Inscrit      | 1988  |      |